# Wolfgang H. Koch

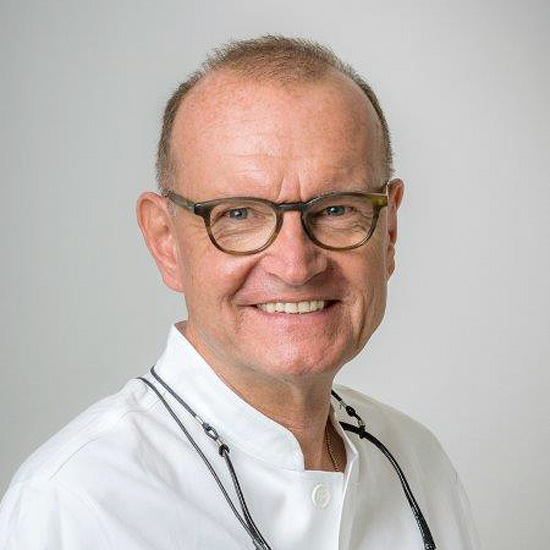
Wolfgang H. Koch, 2015

Wolfgang H. Koch (* 6. Februar 1951 in Siegen) ist ein deutscher Zahnmediziner. Er etablierte die wissenschaftlich orientierte, ganzheitliche Zahnmedizin national und international und inaugurierte die Umwelt-Zahnmedizin mit entsprechenden Lehrinhalten. Er ist ganzheitlich tätiger Zahnmediziner im Zentrum für ganzheitliche Zahnmedizin und in der Tagesklinik für metallfreie Implantate in Herne sowie Vorsitzender der Deutschen Parodontose-Hilfe e.V.
Zu seinen wissenschaftlichen Schwerpunkten zählt das orale Gesundheitsmanagement.

## Leben
Koch ist in Ostfriesland aufgewachsen, wo er die Grundschule und das Gymnasium Ulricianum in Aurich besuchte. Er studierte von 1970 bis 1975 Zahnmedizin an der Westdeutschen Kieferklinik der Universität Düsseldorf. Nach seiner Approbation zum Zahnarzt 1975 war er wissenschaftlicher Assistent der Abteilung für zahnärztliche Chirurgie sowie der Abtlg. für Prothetik der Westdeutschen Kieferklinik. 1977 wurde er promoviert am Institut für Hirnforschung der Universität Düsseldorf mit dem Thema „Zur Ontogenese des Corpus striatum bei Cercopithecus aethiops aethiops“.
1978 gründete er das Zentrum für ganzheitliche Zahnmedizin in Herne. 1989 wurde er Gründungsmitglied der Internationalen Gesellschaft für Ganzheitliche Zahnmedizin und war bis 2011 Vorstandsmitglied (Ressort Qualitätssicherung).
1984 erhielt Koch die Erlaubnis zur Ausübung der Heilkunde ohne Bestallung als Heilpraktiker. Im Jahr 2001 wurde er zum Lehrbeauftragten der Medizinischen Fakultät der Universität Bochum, Lehrstuhl für Allgemeinmedizin, berufen.

## Wissenschaftlicher Beitrag und Arbeitsschwerpunkte
Die wissenschaftlichen Arbeiten von Koch haben zum Ziel, die Zahnmedizin zur Oralen Medizin weiterzuentwickeln und als wichtige und grundlegende Disziplin im Kanon der medizinischen Fachdisziplinen zu etablieren. Die Motive dieser Entwicklung sind vielfältige Patientenanliegen, die diese Sicht- und Handlungsweisen notwendig machen. Sie fordern von der Zahnmedizin interdisziplinäres, medizinisches Denken, Entscheiden und Handeln. Mit seinen wissenschaftlichen Beiträgen hat Koch erreicht, die Trennung von Zahnmedizin und anderer Medizin zu überwinden.

## Publikationen
- zus. mit Martin Weitz: Amalgam –  Wissenschaft und Wirklichkeit. Öko-Verlag, Freiburg 1991, ISBN 3-923290-88-8.
- zus. mit Martin Weitz: Gesundheitsbelastungen durch Amalgamfüllungen. in Niedersächsisches Umwelt-Ministerium (Hrsg.): Hearing zur Amalgam-Problematik, 1991, S. 80–179.
- Therapiehindernisse durch dentale Legierungen, in: Zentrum für Dokumentation für Naturheilverfahren, Universität Lüneburg,  VGM-Verlag, 1992, S. 199–204.
- Ganzheitliche Zahnmedizin, in: André-Michael Beer, Martin Adler (Hrsg.): Leitfaden Naturheilverfahren, Elsevier-Verlag, München 2011, ISBN 3-437-31936-1, S. 374–386.
- Chirurgische Herdsanierung, in: Stefan Weinschenk (Hrsg.): Handbuch Neuraltherapie, Elsevier-Verlag, München 2010, ISBN 3-437-58210-0, S. 378–393.
- Herausg. zus. mit Erich Wühr: Lehrbuch der Oralen Medizin, Verl. Systemische Medizin, Bad Kötzting 2013, ISBN 3-86401-005-5.
- Parodontologie und Immunologie, Verlag Systemische Medizin, 2013, S. 138–154
- Behandlungsmöglichkeiten der progredient-chronischen Polyarthritis aus Oral Medizinischer Sicht, in: Peter Gellermann (Hrsg.): Rheuma ist heilbar, Verlag edition winterwork, Borsdorf 2017, ISBN 978-3-96014-275-1, S. 57–74.

| Personendaten    | Personendaten           |
| ---------------- | ----------------------- |
| NAME             | Koch, Wolfgang H.       |
| KURZBESCHREIBUNG | deutscher Zahnmediziner |
| GEBURTSDATUM     | 6. Februar 1951         |
| GEBURTSORT       | Siegen                  |